# Pukekohe Park Raceway
Il Pukekohe Park Raceway è un complesso sportivo, comprendente un autodromo e un ippodromo, che sorge a Pukekohe, nella regione di Auckland, in Nuova Zelanda. Oggi la struttura appartiene alla Pukekohe Park Limited. Il complesso è stato inaugurato nel 1963 per sostituire il circuito di Ardmore, il quale si trovava all'interno di un aeroporto.
Per molti anni il circuito ha ospitato la 500 Miglia Benson & Hedges. Tra il 2001 e il 2007 ha ospitato il Campionato Supercars; dal 2013, dopo alcune modifiche al tracciato, Pukekohe ritorna nel campionato australiano.
Nel corso degli anni, il circuito ippico sta perdendo attrattività a causa delle numerose competizioni automobilistiche che si svolgono sul tracciato adiacente. Nonostante  ciò, viene quotidianamente impiegato come stalla e struttura formativa.

## Il circuito
L'attuale lunghezza è di 2,62 km rispetto all'originale di 3,5 km. La visibilità del circuito è assai limitata a causa delle barriere Armco.
È uno dei circuiti più veloci dell'emisfero sud, dove è stato ricavato il tempo record sul giro di 55 secondi.
Il lungo rettilineo conduce a un tornante da affrontare a 50 km/h di velocità. Il buon inserimento nel rettilineo di ritorno può determinare fortemente il risultato finale della gara.
La FIA ha posto il circuito in grado 3, mentre è in primo grado su scala nazionale.

## V8 Supercars
Questo è l'elenco dei vincitori di questa serie su questo circuito
- 2001 - Greg Murphy
- 2002 - Greg Murphy
- 2003 - Greg Murphy
- 2004 - Jason Bright
- 2005 - Greg Murphy
- 2006 - Mark Skaife
- 2007 - Rick Kelly